# Boadilla del Camino
Boadilla del Camino ist ein kleiner Ort am spanischen Jakobsweg (Camino Francés) in der Provinz Palencia der Autonomen Gemeinschaft Kastilien-León.

## Lage
Der Ort Boadilla del Camino liegt in der Iberischen Meseta gut 67 km (Fahrtstrecke) südwestlich von Burgos bzw. knapp 40 km nordöstlich von Palencia in einer Höhe von ca. 785 m ü. d. M. Das Klima im Winter ist kalt aber nur selten frostig, im Sommer dagegen warm bis heiß; der spärliche Regen (ca. 500 mm/Jahr) fällt verteilt übers ganze Jahr.

## Bevölkerungsentwicklung
| Jahr      | 1842  | 1900 | 1950 | 2000 | 2016 |
| Einwohner | k. A. | 646  | 604  | 190  | 123  |

Der kontinuierliche Bevölkerungsrückgang in der zweiten Hälfte des 20. Jahrhunderts ist im Wesentlichen auf die Mechanisierung der Landwirtschaft und den damit einhergehenden Verlust an Arbeitsplätzen zurückzuführen.

## Wirtschaft
Die Einwohner Boadillas leben überwiegend von der Landwirtschaft. Von ca. 2800 Hektar Anbaufläche werden ungefähr 1900 ha für Getreide genutzt (Weizen, Gerste), weitere 850 ha sind bewässerbar und werden mit Klee, Rüben, Mais oder Sonnenblumen bepflanzt. Auch die Viehwirtschaft spielt eine große Rolle – auf jeden Einwohner kommen durchschnittlich fast zwanzig Stück Vieh.
Eine zusätzliche Einnahmequelle hat sich durch die Beköstigung und Beherbergung der Jakobspilger ergeben, deren Zahl seit Anfang der 1990er Jahre stark zugenommen hat. Dabei ist die private Herberge beinahe ganzjährig geöffnet, die kommunale Herberge nimmt nur im Sommer Pilger auf.

## Geschichte
Der Name des Dorfes verweist auf den Jakobsweg. Boadilla wurde wie viele andere Orte in der heutigen Provinz Palencia im letzten Drittel des 10. Jahrhunderts gegründet. Voraussetzung dafür waren die militärischen Erfolge im Rahmen der Reconquista. Die Zusammenstellung des lokalen Rechts, des Fuero Municipal, datiert für den Ort auf das Jahr 970, bestätigt durch García Fernández, Sohn und Nachfolger des ersten Grafen von Kastilien, Fernán González.

## Sehenswürdigkeiten

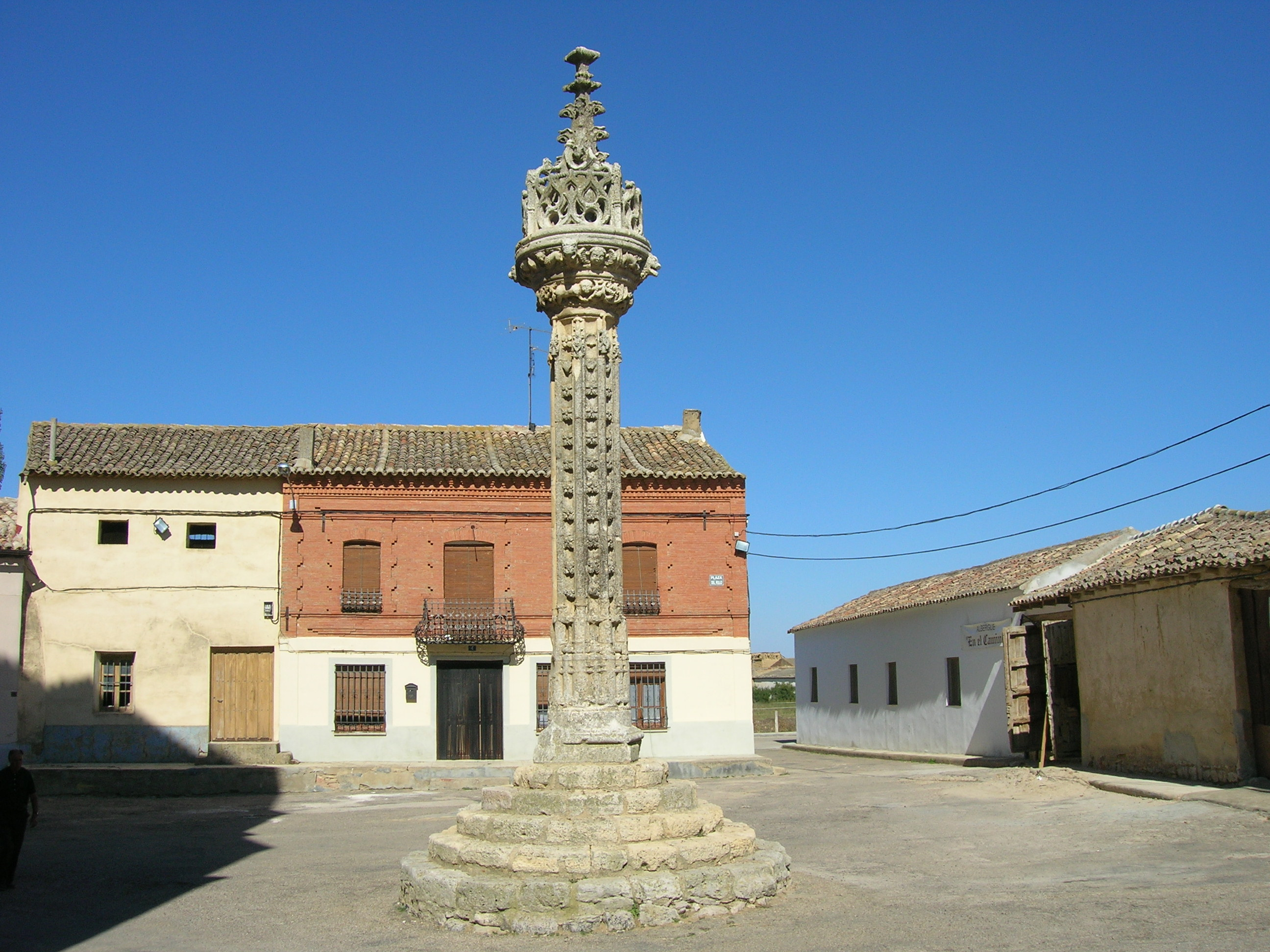
Gerichtssäule in Boadilla

- Die im 16. Jahrhundert über einer abgerissenen romanischen Kirche im Stil der Gotik neu erbaute Iglesia Nuestra Señora de la Asunción ist der Himmelfahrt Mariens geweiht. Ihre drei Schiffe sind seit dem Jahr 1770 rippengewölbt und beherbergen neben dem Hauptaltar aus dem 16. Jahrhundert, dessen Figuren Juan de Cambray, Mateo Lancrín und anderen Bildschnitzern zugeschrieben werden, einen weiteren Altar im Renaissancestil und ein reliefiertes Taufbecken aus dem 14. Jahrhundert.[5]
- Unmittelbar hinter der Kirche befindet sich auf einem abgestuften runden Sockel eine 7,60 m hohe spätgotische Gerichtssäule (rollo oder picota), deren reicher figürlicher und dekorativer Schmuck alle Teile des Monuments umfasst. Ein solcher Gerichtspfeiler war in Kastilien Symbol richterlicher Gewalt sowie Gerichts- und Vollstreckungsort. Es heißt, dass die Verurteilten zum Ausführen der gefällten Urteile an die Säule gebunden wurden.[6]
- Eine Quelle (fuente vieja) im Osten des Ortes war für die durstigen Jakobspilger oft das erste, was sie interessierte.
- In unmittelbarer Nähe der Quelle wurde im 19. Jahrhundert ein Waschhaus (lavadero) erbaut.